# Jeux (Rome antique)
Pour les articles homonymes, voir Jeu (homonymie).
Les jeux de la Rome antique comprennent des jeux du cirque (ludi circenses) : courses équestres, courses de char, l'athlétisme, la boxe, des jeux scéniques (ludi scaenici) : des représentations théâtrales, des combats d'animaux ("chasses" : venationes) et de gladiateurs (ces derniers ne font pas partie des ludi, mais des munera, et bénéficient d'un calendrier propre, à de rares exceptions comme sous Caligula). Pour Jean-Paul Thuillier « d’une certaine façon, Rome est [...] la fille des jeux du cirque, de ces courses de chars sans lesquelles elle n'aurait pas pu exister ».

## Pompa circensis

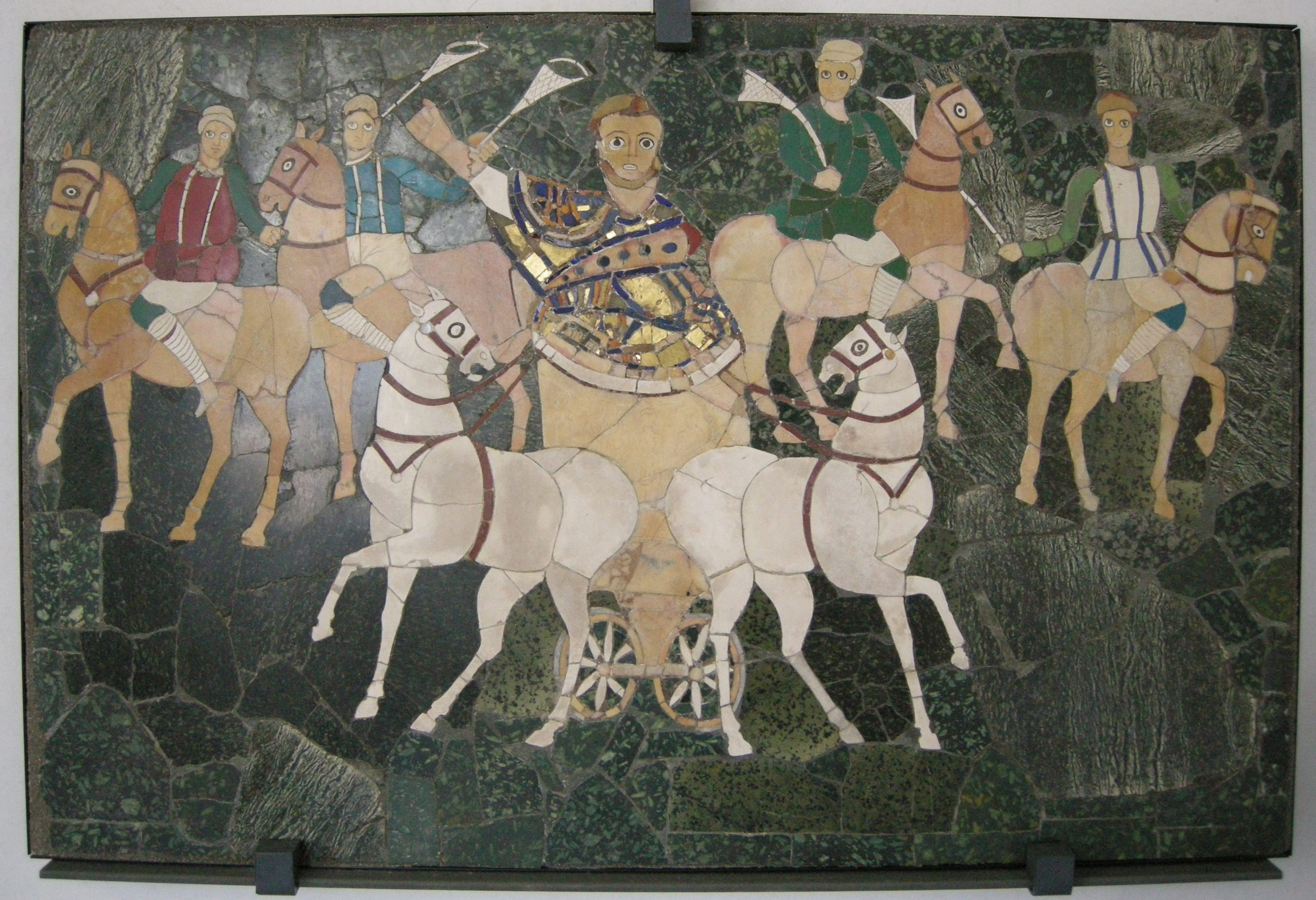
Le magistrat Junius Annius Bassus conduisant la pompa circensis est paré du costume triomphal (la toga picta) et monte le char d'apparat tiré par deux chevaux. Il est suivi par de jeunes nobiles, cavaliers tenant des objets coniques et dont la couleur des casaques représente les quatre factiones (panneau en opus sectile de la basilique de Junius Bassus, IVe siècle).

Les jeux sont précédés par une cérémonie d'ouverture, la pompa circensis (it) qui consiste, selon Denys d'Halicarnasse, en un défilé solennel à travers la ville jusqu'au lieu du spectacle, souvent le cirque. La marche met en scène « les fils de la noblesse romaine qui arrivent d'abord, sur leurs chevaux ou à pied, suivis des cochers et des attelages, ainsi que des cavaliers-voltigeurs ou desultores. Ils défilent vraisemblablement par équipes, avec les hortatores et spartores, en suivant les porteurs de pancartes annonçant au public leurs noms et ceux de leurs chevaux ». Ils sont suivis par des athlètes, avec plusieurs groupes de ludiones (enfants jouant aux petits soldats, « danseurs costumés et casqués se balançant à la manière des satyres ou exécutant des danses burlesques accompagnées de gestes obscènes, en rythmant leurs pas sur la cadence des musiciens défilant derrière eux ». Défilent ensuite « les porteurs de parfums et d'encens, de vaisselle en argent et en or, offrandes destinées aux divinités, ainsi que des porteurs d'images et de statues de nombreux dieux ou personnes divinisées. Les consuls et les magistrats ferment la procession, avec les prêtres chargés des sacrifices, leurs assistants et les représentants de différents collèges religieux ».

## Les calendriers archaïques
Sous la république romaine, Rome n'avait pas de Ludi à proprement parler, mais certains jours de célébration remplissaient la même fonction. Parmi eux, les Consualia (21 août et 15 décembre), les Equiria (27 février et 14 mars) et le « Cheval d'octobre », Equus October, fête en l'honneur de Mars.
Les courses hippiques étaient les activités les plus prisées de ces jeux, mais dès cette période, les concours d'athlétisme sont attestés.
Il s'agissait des fêtes sportives de quartier. La boxe et la course à pied étaient aussi au programme.
Tous les cinq ans avaient lieu les Ludi taurei au Cirque Flaminius. Ces jeux comportent seulement des courses de chevaux, il y a débat pour savoir si les chevaux étaient attelés, montés ou les deux. Les Ludi saeculares avaient lieu tous les siècles. Ces jeux se déroulaient au Champ de Mars. Les courses de chars étaient l'événement sportif essentiel du programme de ces jeux[réf. souhaitée].

## LesLudipublics et annuels
Les Ludi magni ou Romani sont les plus prestigieux du calendrier sportif romain. Institués par Tarquin l'Ancien, vers 600 avant notre ère, ils sont développés avec l'introduction de 16 jours de « jeux scéniques » du 4 au 19 septembre. Courses de chars, boxe, athlétisme, lutte étaient aussi au programme.
Les Ludi Plebeii, pendant des jeux Romains, n'avaient pas lieu au Circus Flaminius comme on l’a longtemps cru. Ils se tiennent du 4 au 17 novembre.
La deuxième guerre punique marque un tournant pour les Romains qui multiplient désormais les Ludi. Les premiers grands jeux nés de cette crise sont les Jeux apollinaires qui se tiennent pour la première fois en 212 av. J.-C. avant de devenir annuels dès 208 av. J.-C. Il se tiennent du 6 au 12 juillet.
Les Ludi megalenses deviennent annuels en 191 av. J.-C. Ils se déroulent du 4 au 10 avril.
Les Ludi florales deviennent annuels en 178 av. J.-C. Ils se tiennent du 28 avril au 3 mai.
De nouvelles créations de Ludi à Rome coïncident avec l'accroissement de l'importance des généraux ; ce sont les jeux triomphaux. Ils sont liés à un événement précis, mais certains sont pérennisés et se tiennent chaque année, tels les jeux de Sylla en 80 av. J.-C., du 26 octobre au 1er novembre, et les jeux de Jules César, du 20 au 30 juillet.
À la fin de la République Rome compte 76 jours de Ludi à son calendrier annuel, dont 16 dédiés aux courses de chars. Traditionnellement, les jeux s'ouvrent par les Ludi scaenici, les jeux scéniques inspirés des spectacles étrusques. Les jeux s'achèvent par les compétitions du cirques, les ludi circenses.
Les jeux romains ne se limitaient pas à ce seul calendrier de compétitions annuelles : à l'occasion de victoires militaires par exemple, d'autres jours de jeux allongeaient le programme.
Si les Jeux romains ont tous des origines religieuses, ils se laïcisent nettement par la suite, même si se maintient un certain decorum religieux, par tradition.
Les Romains étaient très pointilleux sur les questions d'équité sportive. On n'hésitait pas à recommencer une course, quitte à rajouter des jours supplémentaires de compétition à la fin du programme des Ludi[réf. souhaitée].

## LesLudisous l'Empire
La multiplication du nombre de jours de Ludi est remarquable : on passe de 76 jours de jeux annuels à la fin de la République à 175 au milieu du IVe siècle. 64 jours étaient consacrés aux courses de chars avec 24 courses par jour. De fait, le Romain peut désormais « du matin au soir », suivre des compétitions sportives de tous genres[réf. souhaitée].
Les chrétiens protestent très tôt (début du IIe siècle) contre la tenue des Ludi. Ce qui n'empêche pas la multiplication de ces jeux. Constantinople, la « nouvelle Rome », chrétienne, perpétue jusqu'à la fin du XIIe siècle la tradition des courses de chars[réf. souhaitée].

## Les Jeux face à l'Histoire
Juvénal, poète satiriste hostile à la place excessive donnée aux jeux dans la vie des Romains, a forgé au début du IIe siècle apr. J.-C. une expression qui est devenue un des clichés de la civilisation romaine : Panem et circenses : « Du pain et des jeux », comme seul centres d'intérêt de ses contemporains. Les chrétiens reprennent à leur compte cette expression afin de pointer du doigt la « passion » sportive, incompatible à leurs yeux avec la  chrétienté[réf. souhaitée]. On retrouve cette vision jusque dans les écrits de l'historien Jérôme Carcopino qui traite les Romains de fainéants assistés[réf. souhaitée].
L'historien Paul Veyne publie en 1976 Le Pain et le cirque, sociologie historique d'un pluralisme politique, où il met en lumière l'évergétisme romain, subtil moyen de redistribution des richesses mis en place à Rome et dans l'Empire et où il tord le cou à nombre de clichés.
L'analyse de Paul Veyne permet toutefois l'émergence d'une école d'historiens dégagés des clichés sur Rome d'avant la Seconde Guerre mondiale. Les « jeux » sont désormais étudiés sous l'angle sportif, sans négliger l'approche sociologique, car le sport constitue un des piliers de la romanité[réf. souhaitée].

### Articles annexes
- Chronologie du sport dans la Rome antique, Jeux séculaires
- Naumachie et Jeux aquatiques de l'Empire Romain
- Cirque romain et le Circus Maximus
- Course de chars
- Gladiateur et le célèbre Spartacus
- Jeux martiaux
- Danse dans la Rome antique